# Манаса
Манаса (бенг. মনসা) — индуистская туземная богиня змей, культ которой распространён в основном в Бенгалии и других частях Северо-Восточной Индии. Считается, что Манаса способна предотвращать змеиные укусы и исцелять ужаленных змеями людей. Изображают Манасу сидящей на водяной лилии и окруженной змеями.
Манаса также является символом плодородия и процветания. Манаса — сестра царя нагов Васуки и жена мудреца Джагаткару. Она также известна под именами Вишахара (разрушительница яда), Джагатгаури, Нитья (вечная) и Падмавати.
Манаса обладает дурным нравом. Она была отвергнута своим отцом Шивой и своим мужем, и испытывает на себе ненависть Чанди (жены Шивы, ипостаси Парвати). Некоторые тексты называют отцом Манасы не Шиву, а мудреца Кашьяпу. Описывается, что Манаса очень добра к своим преданным и жестока к тем, кто не желает поклоняться ей. Будучи по происхождению полубожественной, Манаса стремится полностью установить свой авторитет богини и приобрести верных преданных среди людей.
В бенгальской литературе культу Манасы посвящена традиционная поэма «Манасамангал Кавья».

## Возникновение культа
Согласно МакДэниелу, она была включена в индуистский пантеон высшей касты, где теперь считается индуистской богиней, а не племенной Бхаттачарья и Сен предполагают, что Манаса возникла в Южной Индии как неведическая и неарийская богиня и связана с народной богиней змей каннады Манчаммой. Манаса изначально была племенной богиней. Она была принята в пантеон, которому поклонялись индуистские группы низших каст. Позже Димок предполагает, что, хотя поклонение змеям встречается ещё в Ведах (самых ранних индуистских писаниях), Манаса - очеловеченная богиня змей - имеет «малую основу» в раннем индуизме. Бхаттачарья предлагает другое влияние на Манасу, будучи буддийской богиней Махаяны, исцеляющей от ядов, Джангули. Джангули совпадает своим лебедем и уничтожением ядов с Манасой. Манаса также известна как Джагули. Теория предполагает, что Джангули, возможно, находился под влиянием Кирата-гири («победитель всех миров») Атхарваведы. Согласно Тейт, Манаса как Джараткару изначально была признана дочерью мудреца Кашьяпы и Кадру, матери всех нагов в индуистском эпосе Махабхарата. Согласно Бхаттачарье, Джараткару Махабхараты не является популярной Манасой в Бенгалии. Согласно Тейт: К XIV веку Манаса была идентифицирована как богиня плодородия и брачных обрядов и вошла в пантеон богов, связанных с богом Шивой. Мифы прославляли её, описывая, что она спасла Шиву после того, как он выпил яд, и тот почитал её как «избавительницу от яда». Её популярность росла и распространилась на юг Индии, и её последователи начали соперничать с ранним шиваизмом (культом Шивы). Как следствие, появились истории, приписывающие рождение Манасы Шиве, и в конечном итоге шиваизм принял эту местную богиню в брахманическую традицию основного индуизма. С другой стороны, С. Б. Дасгупта предполагает, что бенгальский рассказ о Манасе отражает соперничество между шиваизмом и шактизмом, ориентированным на Богин.

## Иконография
Манаса изображается в виде женщины, покрытой змеями, сидящей на лотосе или стоящей на змее. Её укрывает полог из капюшонов семи кобр. Иногда её изображают с ребёнком на коленях. Предполагается, что этим ребёнком может быть её сын Астика.

## Главные храмы

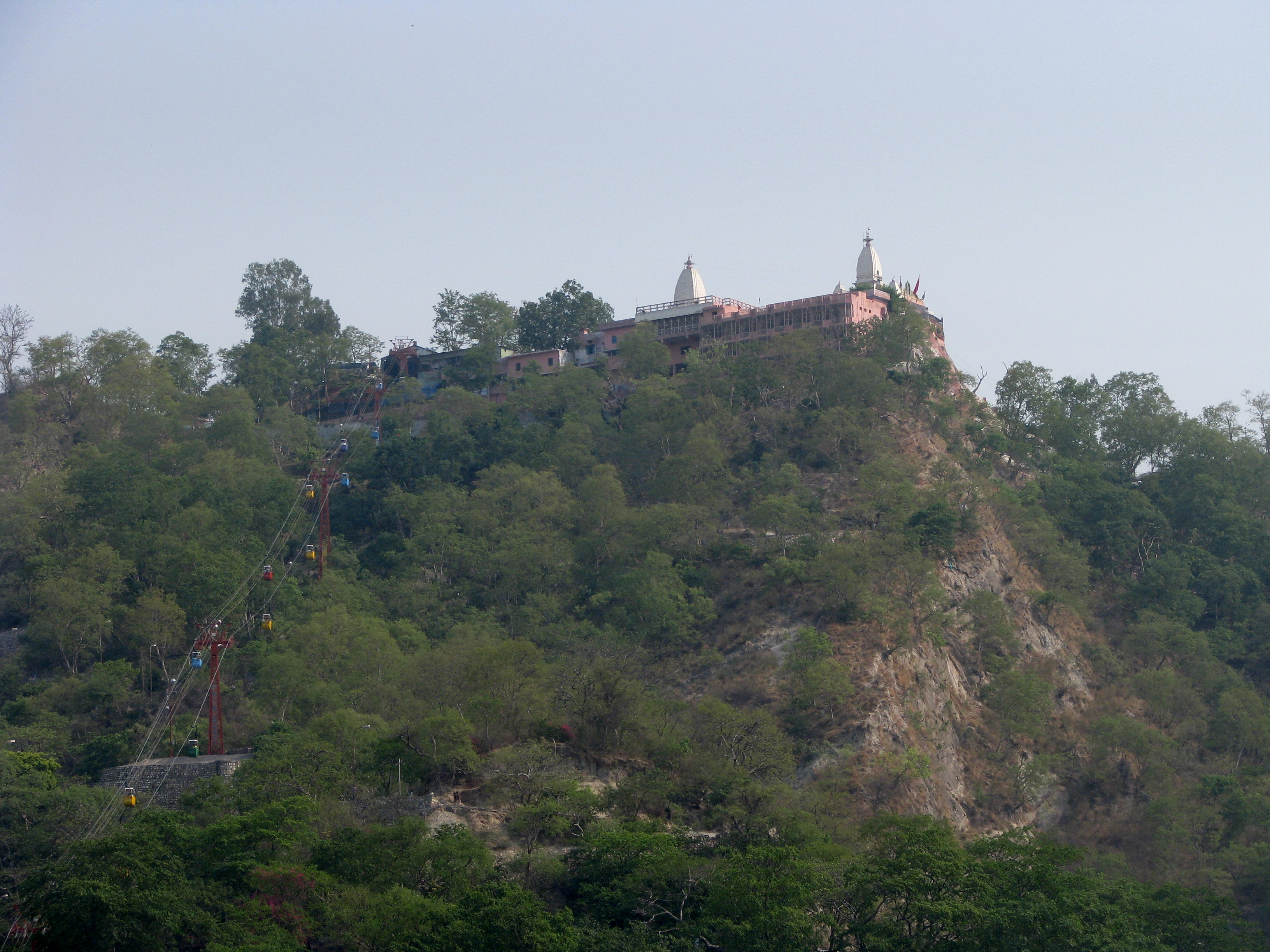
Храм Манаса Деви, Харидвар
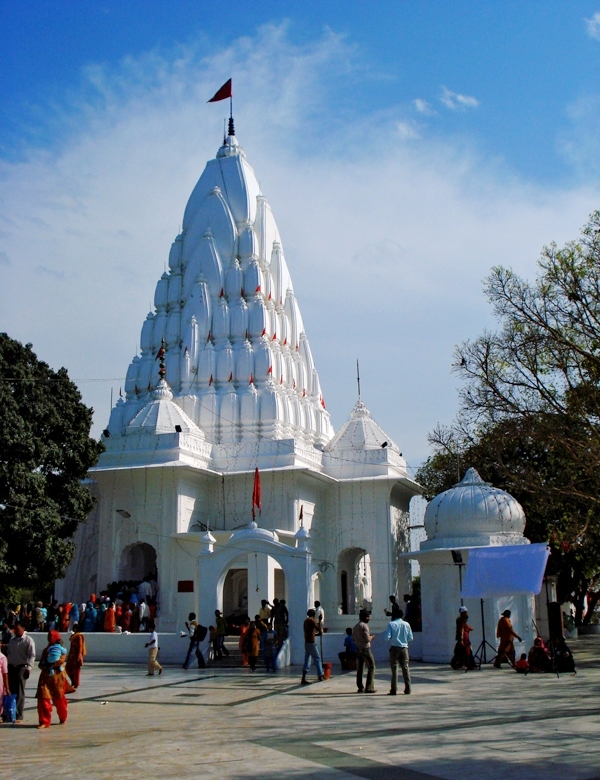
Храм Матери Манаса Деви, Чандигарх
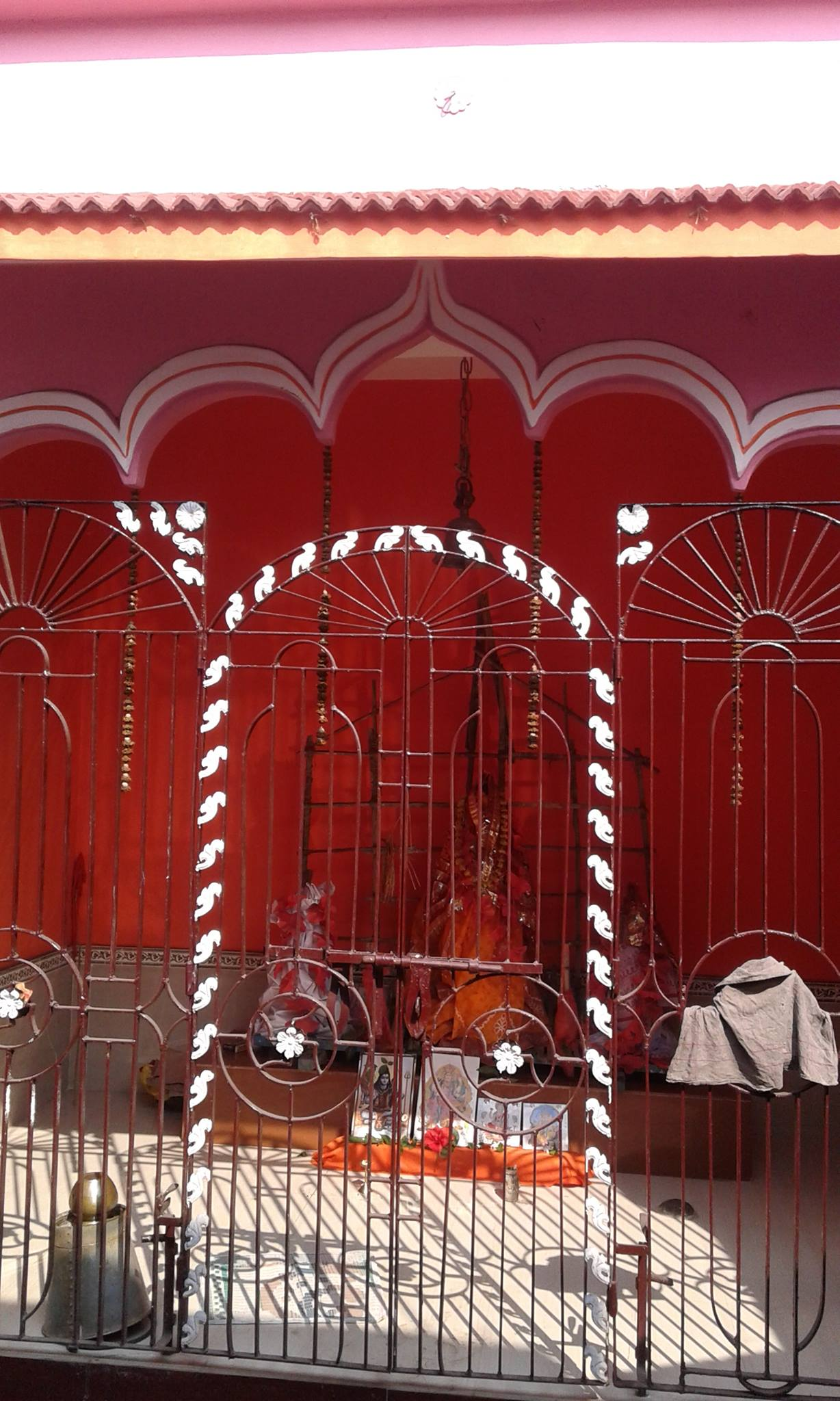
Храм Манаса Деви, Кандра

- Храм Манаса Деви, Муккамала, Западный Годавари, Андхра-Прадеш
- Храм Манаса Деви, Найдупета, Неллуру, Андхра-Прадеш
- Храм Манаса Деви, Тилару, Срикакулам, Андхра-Прадеш
- Храм Манаса Деви, Домнипаду, Карнул, Андхра-Прадеш
- Храм Манаса Деви, Канумалапалл, Kadapa, Андхра-Прадеш
- Храм Манаса Деви, Чинадугам, Срикакулам, Андхра-Прадеш
- Храм Манаса Деви, Карнул, Андхра-Прадеш
- Храм Манаса Деви, Неллуру, Андхра-Прадеш
- Храм Манаса Деви, Фурпу Ромпидодла, Неллуру, Андхра-Прадеш
- Храм Манаса Деви, Вадлуру, Западный Годавари, Андхра-Прадеш
- Храм Матери Манаса Деви, Лэйк Таун, Калькутта, Западная Бенгалия